# M/S Grisslan
M/S Grisslan är en bilfärja som byggdes 1971 för Ålands landskapsregering. Den sattes in på linjen Svinö–Degerby, men 1985 flyttades den till den så kallade ”Tvärgående linjen” Snäckö–Sottunga–Överö–Bergö–Långnäs.
Grisslan är Ålandstrafikens äldsta färja. År 2010 beslutade landskapsregeringen att Grisslan skulle säljas, men försäljningen uteblev eftersom ingen ersättare kunde hittas. Underhållet blev eftersatt och inför säsongen 2013 drogs en av matrostjänsterna in varvid Grisslans befälhavare Rolf Hampf valde att ta fartyget ur trafik av säkerhetsskäl, något som utvecklades till en infekterad konflikt med landskapsregeringens trafikavdelning och som även har uppmärksammats i lokal media.
År 2020 köpte Kuljetus-Savolainen Ab fartyget och byggde henne till ett oljebekämpningsfartyg. Grisslan är utrustad med oljeskimmrar på bägge sidor, vilka ger en svepbredd på 27 meter.